# Steven Alan Browning

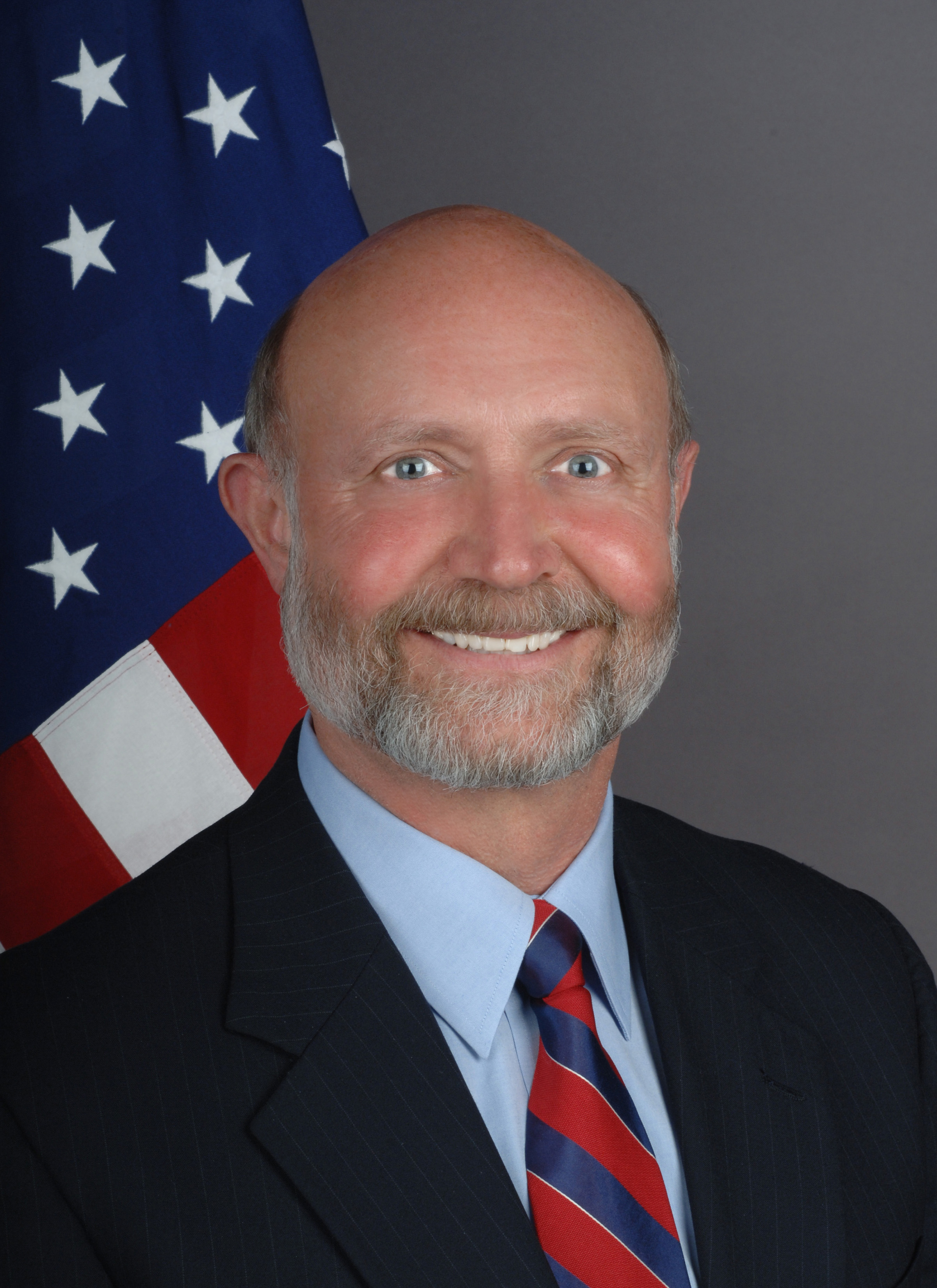
Steven Alan Browning (2006)

Steven Alan Browning (* 6. Dezember 1949 in Texas) ist ein Botschafter der Vereinigten Staaten.

## Leben
Steven Alan Browning schloss 1971 ein Studium an der Baylor University mit einem Bachelor of Arts ab. Des Weiteren erwarb er einen EdM an der University of Houston. 1992 trat er in den auswärtigen Dienst und wurde bis 1993 im State Department als Special Assistent für den Staatssekretär für Management beschäftigt. Von 1993 bis 1998 war Steven Alan Browning Bürovorstand an der US-Botschaft in Dar es Salaam. Von 1996 bis 1998 leitete er außerdem im State Department die Abteilung Afrika. Von 1998 bis 2000 war Steven Alan Browning als Dean an der Foreign Service Institute: School of Professional and Area Studies beschäftigt. Danach lehrte er bis an der University of Southern California und der University of California, Davis. Von 2004 bis 2006 war Steven Alan Browning Botschaftsrat für Management an der US-Botschaft in Bagdad. Schon 2005 wurde er zum Botschafter der USA in Uganda ernannt. Er führte das Amt bis 2009.